# 上田ナナ
上田 ナナ（うえだ ナナ、1995年6月29日 - ）は、日本の女優である。
2009年から弟の上田瑠星と共にスマイルモンキーに所属。2015年よりエーミュージックに所属。『親と子のTVスクール』に出演。特番では『細木数子vs日本の歴史これがホントの話よ!!』に、テレビドラマでは『バッテリー』でクラスメイト役を演じた。
そのほかに、2010年1月17日に開催されたイベント・「うっきぃNewYear」にも参加記録がある。

## 出演作品

### 映画
- 近キョリ恋愛(2014年）
- マッドガール〜怒りのデスノート〜 - ヨメ子 役(2015年)

### テレビ番組
- 親と子のTVスクール（2004年 - 2007年、NHK教育テレビ）
- 細木数子vs日本の歴史これがホントの話よ!!緊急大予言VI（2007年1月7日、テレビ朝日）
- ドラマ8「バッテリー」（2008年、NHK総合）
- 金曜プレステージ「ヤバい検事 矢場健〜ヤバケンの暴走捜査〜2」（2013年、フジテレビ）- 女子校生 役

### 舞台
- ヒロセプロジェクト「優しい魔法のとなえ方2011」（2011年11月3日 - 6日、ラゾーナ川崎プラザソル）- 鈴木じゅり 役（Aチーム）

### CM
- ソニー・コンピュータエンタテインメント「PSP すばらしいソフトバランス編」（2005年）
- ディノスTVショッピング「非常食編」（2005年）
- 日本コカコーラ「ジョージア」（2006年）
- 日本マクドナルド「フィッシュディッパー」（2006年）
- サミー（2006年）